# Каталлактика
Каталлактика (англ. Catallactics) — это теория того, как система свободного рынка достигает обменных курсов и цен. Ее цель — проанализировать все действия, основанные на денежных расчетах, и проследить формирование цен до того момента, когда агент делает свой выбор. Это объясняет цены такими, какие они есть, а не такими, какими они «должны» быть. Систематическое описание каталлактических рыночных процессов, описанных с помощью праксеологического анализа, впервые представил Людвиг фон Мизес в своём трактате «Человеческая деятельность». Впоследствии данный термин использовался и другими представителями Австрийской школы, такими как Фридрих фон Хайек и Мюррей Ротбард.
Это равносильно следующему утверждению: каталлактика является анализом тех действий, которые предпринимаются на основе денежного расчета. Рыночный обмен и денежный расчет неразрывно связаны друг с другом. Рынок, где существует один лишь прямой обмен, является просто идеальной конструкцией. Вместе с тем деньги и денежный расчет обусловлены существованием рынка.

## Каталлактика и каталлаксия
Как утверждает сам Мизес, а вместе с ним и Хайек, впервые термин каталлактика был использован английским философом Ричардом Уэйтли в его работе Introductory Lectures on Political Economy. Уйэтли писал следующее: «Адам Смит, действительно, назвал свою работу трактатом о „Богатстве народов“; но это дает название только для предмета, а не для самой науки. Название, которое я предпочёл бы как наиболее описательное и в целом наименее неприятное, — это Каталлактика, или „Наука об обмене“».
Подобный термин, но в несколько ином смысле, также использовал Фридрих фон Хайек. Он использовал термин «каталлаксия» (catallaxy) для описания рыночной экономики и процессов обмена в ней «для обозначения порядка, созданного взаимным приспособлением многих индивидуальных экономик к рынку». Ему не нравилось слово «экономика», впервые озвученное Аристотелем, из-за его греческого происхождения, переводящееся как «управление домашним хозяйством», вследствие чего он предположил, что экономисты каким-то образом контролируют рынок. Хайек заимствовал слово «каталлаксис» из греческого глагола «katallassein» (или «katallattein»), означающего не только «обменивать», но и «принимать в сообщество», «превращать врага в друга». Таким образом, каталлактика может быть расценена как наука о каталлаксии, то есть обмене между участниками рынка, происходящем вследствие спонтанного порядка.
Позже в своей книге «Человек, экономика и государство» Мюррей Ротбард ввёл каталлактическую функцию собственника, принимающего решения, и соответствующий доход ренты от способности принимать решения (англ. decision-making ability rent). Предполагается, что она существует в рамках каталлактической неопределенности и отличается как от капиталистической функции доходов, земли и ренты на неё, так и от предпринимательской функции прибыли и убытков. Таким образом, утверждает Ротбард, каталлактика может порождать особую форму дохода, которая является возвратом к конечной функции принятия решений капиталистами-предпринимателями как владельцами собственности и отделена от их процентного дохода как инвесторов капитала и чистого дохода (или убытка) как носителей предпринимательской неопределённости.